# Gebäude der Jugoslawischen Gesandtschaft in Berlin

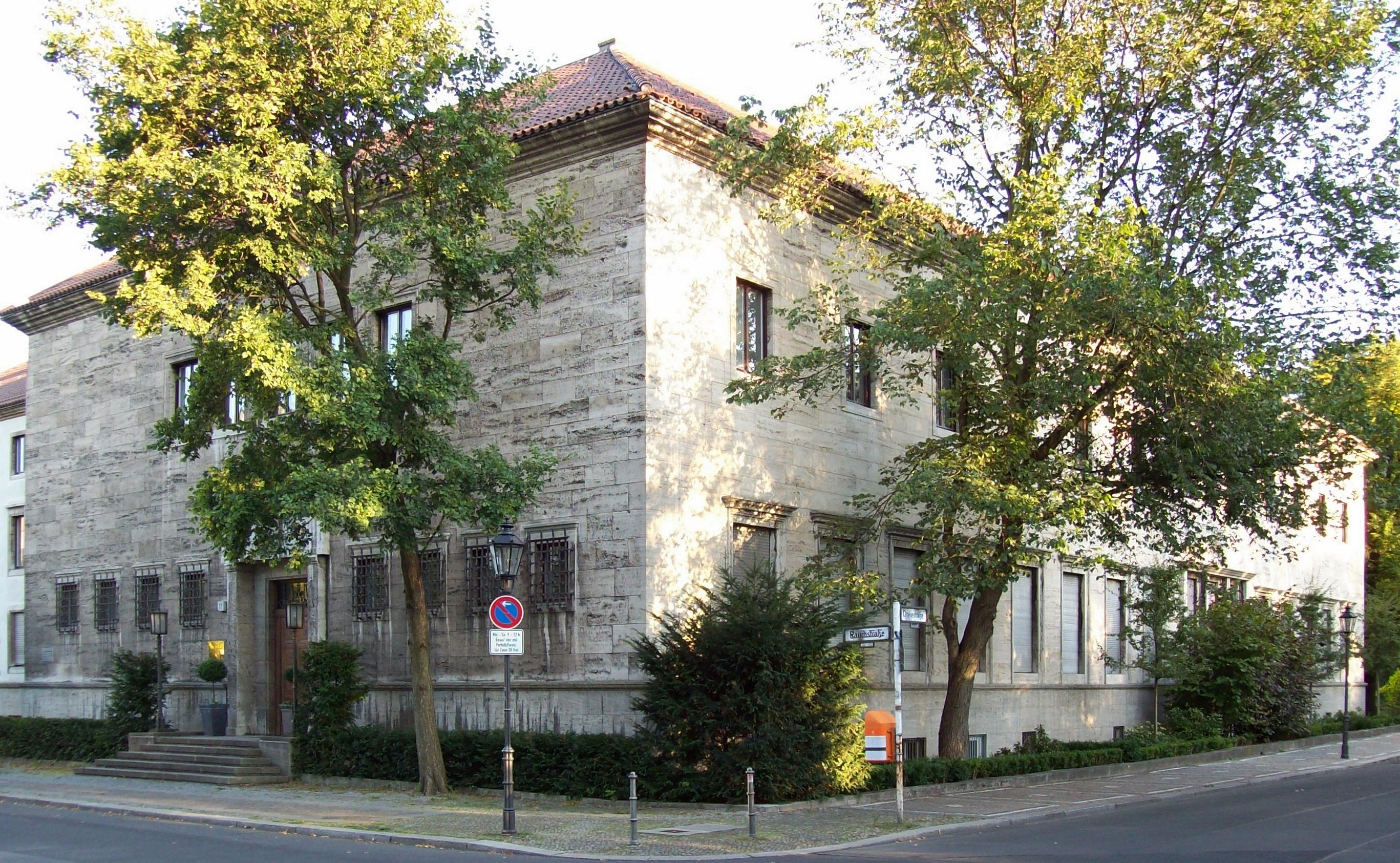
Gebäude der Jugoslawischen Gesandtschaft in Berlin, Ecke Rauchstraße / Drakestraße, Residenztrakt

Das Gebäude der Jugoslawischen Gesandtschaft in Berlin wurde von 1938 bis 1940 für die diplomatische Vertretung des Königreichs Jugoslawien im Deutschen Reich errichtet. Das von Werner March entworfene Gebäude befindet sich in der Rauchstraße 17–18 im Botschaftsviertel des Berliner Stadtteils Tiergarten und steht unter Denkmalschutz.
Auf dem Grundstück befanden sich zwei historische Vorbebauungen. Die Villa Kabrun wurde 1865–1867 vom Architektenbüro Ende & Böckmann im Auftrag des Fabrikanten und Rittergutsbesitzers August Kabrun (1807–1877) und seiner Ehefrau Flora Luise Henriette Nicolovius (1811–1879), einer Großnichte von Johann Wolfgang Goethe, geschaffen. Kabruns Enkel, Ulrich Graf Brockdorff-Rantzau, wurde der erste Außenminister der Weimarer Republik. Die Töchter Kabruns, Cäcilie von Brockdorff und ihre Schwester Cornelia von Stralendorff, verkauften die Villa an den Kaufmann Martin Levy, der dort bis 1911 wohnte. Als Kind wohnte dort ebenfalls der spätere Bankier Arthur Salomonsohn, der über seine Mutter Ernestine Levy, mit Martin Levy verwandt war. Die Erben, darunter der Professor für Nationalökonomie Hermann Levy, traten das Grundstück 1925 an den Chemiker und Industriellen Paul Mendelssohn Bartholdy ab, der darauf die Villa Mendelssohn Bartholdy errichten ließ.
1938 wurde die als jüdisch verfolgte Familie Mendelssohn Bartholdy von den Reichsbehörden per Zwangsverkauf enteignet und musste emigrieren. Auf dem Grundstück wurde ein neues Gebäude für die Königlich Jugoslawische Gesandtschaft errichtet, weil Albert Speers Pläne für eine Welthauptstadt Germania am alten Sitz der Gesandtschaft den Totalabriss zugunsten des neuen Hauptsitzes des Oberkommandos des Heeres (OKH) vorsahen. Die jugoslawische Gesandtschaft bezog das Gebäude im Oktober 1940, nutzte es aber nur für sechs Monate. Mit dem Angriff der Wehrmacht auf Jugoslawien im April 1941 wurde der jugoslawische Staat zerschlagen und für eine diplomatische Vertretung bestand kein Bedarf mehr. Nach einer Zwischennutzung durch Alfred Rosenberg als Reichsminister für die besetzten Ostgebiete begann ab 1942 durch Werner March der Umbau zu einem Gästehaus des Großdeutschen Reiches.
Nach Ende des Zweiten Weltkriegs 1945 nutzte die Volksrepublik Jugoslawien das Gebäude als Sitz ihrer Militärmission. 1953 richtete die Alliierte Kommandantur dort das Oberste Rückerstattungsgericht für Berlin (ORG) ein. Das ORG war letzte Instanz für Klagen auf Restitution von Vermögenswerten an rassisch und politisch Verfolgte. Auch die Familie Mendelssohn Bartholdy klagte auf Rückerstattung ihres Vermögens, darunter das Grundstück des ORG, das so über den rechtmäßigen Eigentümer des selbst benutzten Hauses entscheiden musste, und der Klage stattgab. Das ORG bestand bis zum Ende des Viermächtestatus durch die Wiedervereinigung 1990. Seit 1999 nutzt die Deutsche Gesellschaft für Auswärtige Politik (DGAP) das Haus.

## Vorgeschichte und Lage

### Lage des Grundstücks

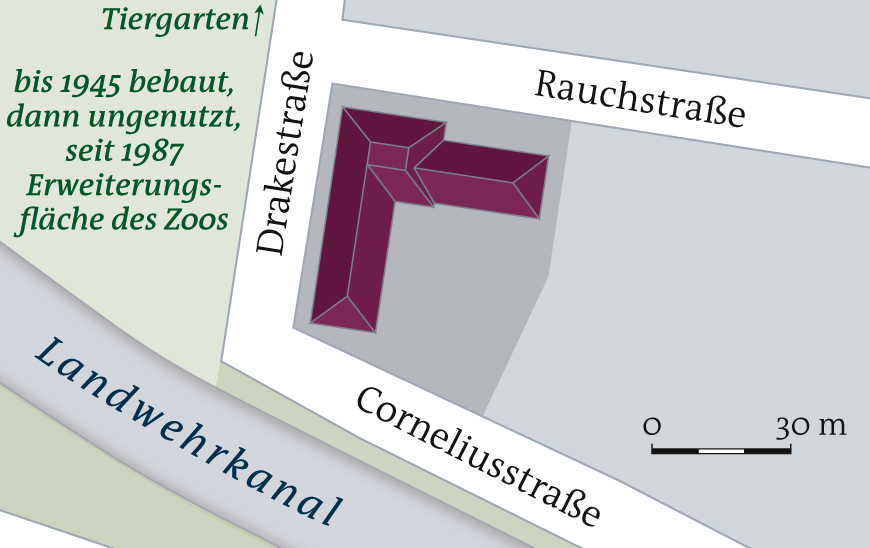
Gebäude (rot) und Grundstück (dunkelgrau) der Jugoslawischen Gesandtschaft

Das Gebäude der Jugoslawischen Gesandtschaft befindet sich am westlichen Ende der Rauchstraße auf einem leicht trapezförmigen Eckgrundstück, das im Norden von der Rauchstraße, im Westen von der Drakestraße und im Süden von der Corneliusstraße begrenzt wird. Die Corneliusstraße ist nach dem Historienmaler Peter von Cornelius benannt, die Rauchstraße nach dem Bildhauer Christian Daniel Rauch und die Drakestraße nach dessen Schüler Friedrich Drake. Letzterer schuf die Viktoria-Figur auf der nicht weit vom Grundstück entfernten Siegessäule.

### Das Villenviertel im Tiergarten und die Villa Kabrun (1865–1924)
Das Gebiet des heutigen Botschaftsviertels liegt außerhalb der einstigen Berliner Zoll- und Akzisemauer und wurde erst 1861 nach Berlin eingemeindet. Seit 1884 trug der neue Bezirk den Namen Tiergarten. Das Grundstück auf der Nordseite des Landwehrgrabens (ab der Eröffnung des Kanals 1850 der heutige Landwehrkanal) zwischen der heutigen Klingelhöferstraße und Lichtensteinallee trug ab 1835 den Namen Albrechtshof nach der Grundeigentümerin, einer Witwe Albrecht. Die nördliche Uferstraße am Landwehrkanal hieß entsprechend ab 1849 Albrechtshof-Ufer, bevor sie 1867 den heute noch gültigen Namen Corneliusstraße bekam.
Nach der Parzellierung des Albrechtshofes erwarb der Rentier August Kabrun 1865 das Grundstück Rauchstraße 17–18 / Ecke Drakestraße vom Geheimen- und Regierungsbaurat Friedrich Hitzig. Die Grundstücksgröße war mit 139,85 Quadratruten angegeben; der Kaufpreis betrug 14.250 Taler. 1865–1867 ließ der neue Eigentümer auf dem Grundstück durch das Architekturbüro Ende & Böckmann die Villa Kabrun errichten. Die beiden Büroinhaber, Hermann Ende und Wilhelm Böckmann, errichteten von 1860 an eine Reihe von Villen im Berliner Stadtbezirk Tiergarten, vor allem im Diplomatenviertel. Die Villa Kabrun war unterkellert, hatte ein Erdgeschoss und ein Obergeschoss. 1873 kaufte der Kaufmann Martin Levy die Villa von Kabrun, und bewohnte das Haus von da an selbst. 

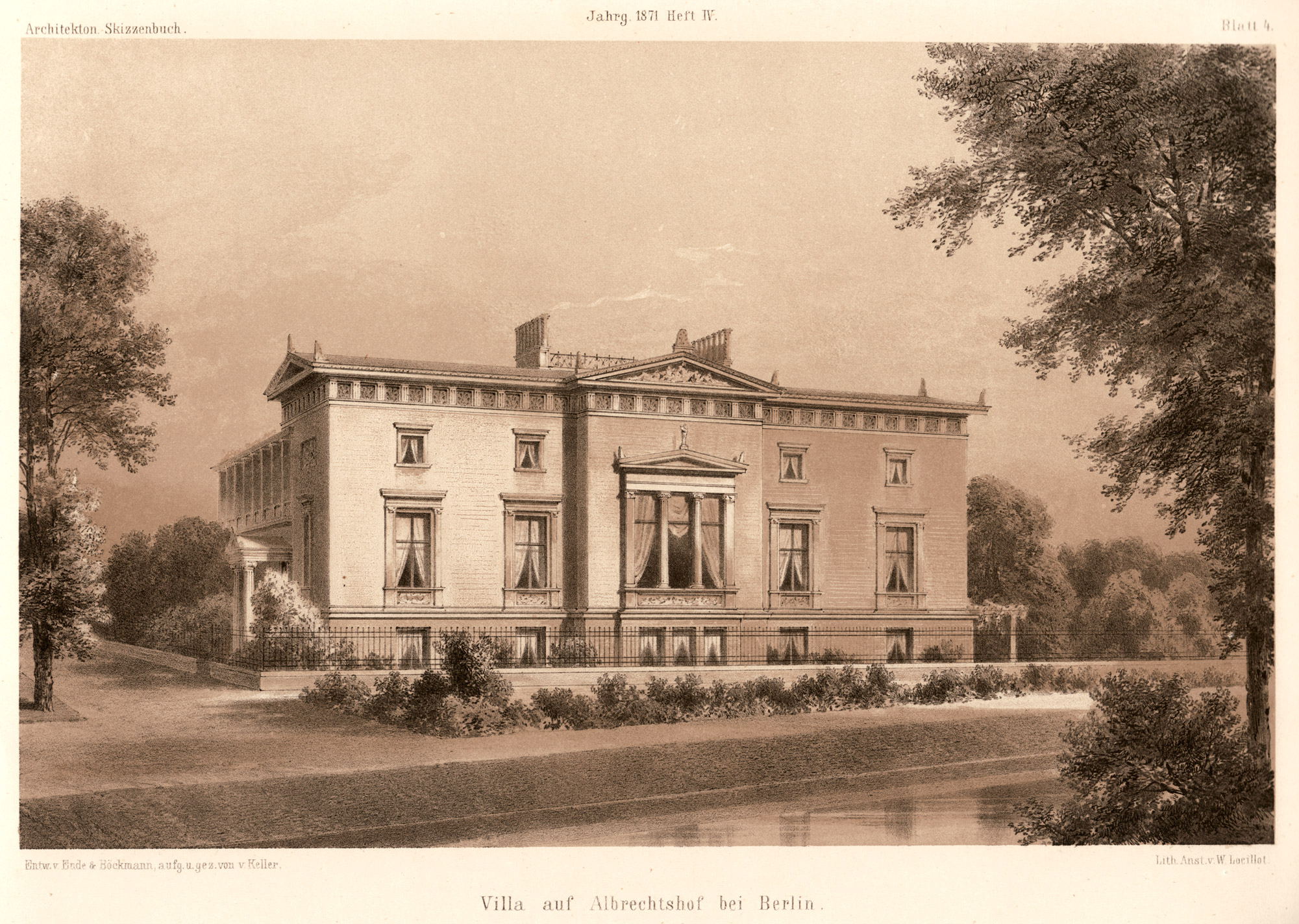
Ansicht von Süden über den Landwehrkanal
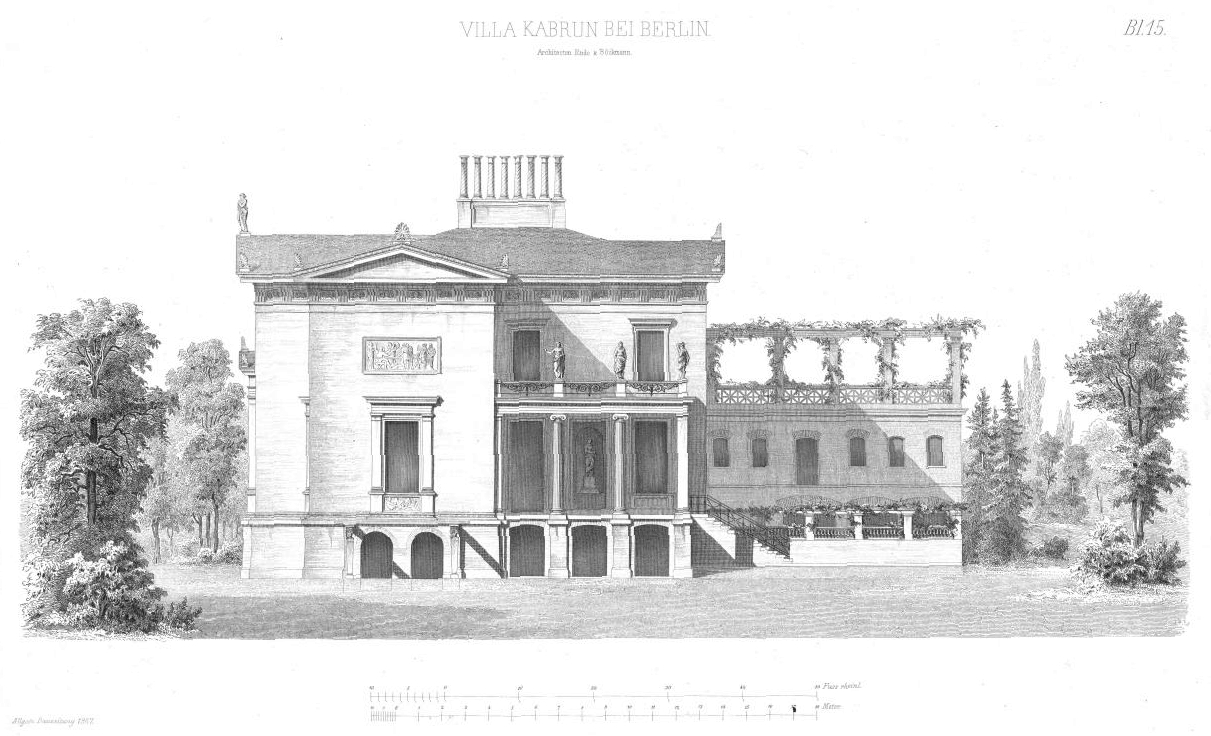
Seitenansicht von der Drakestraße
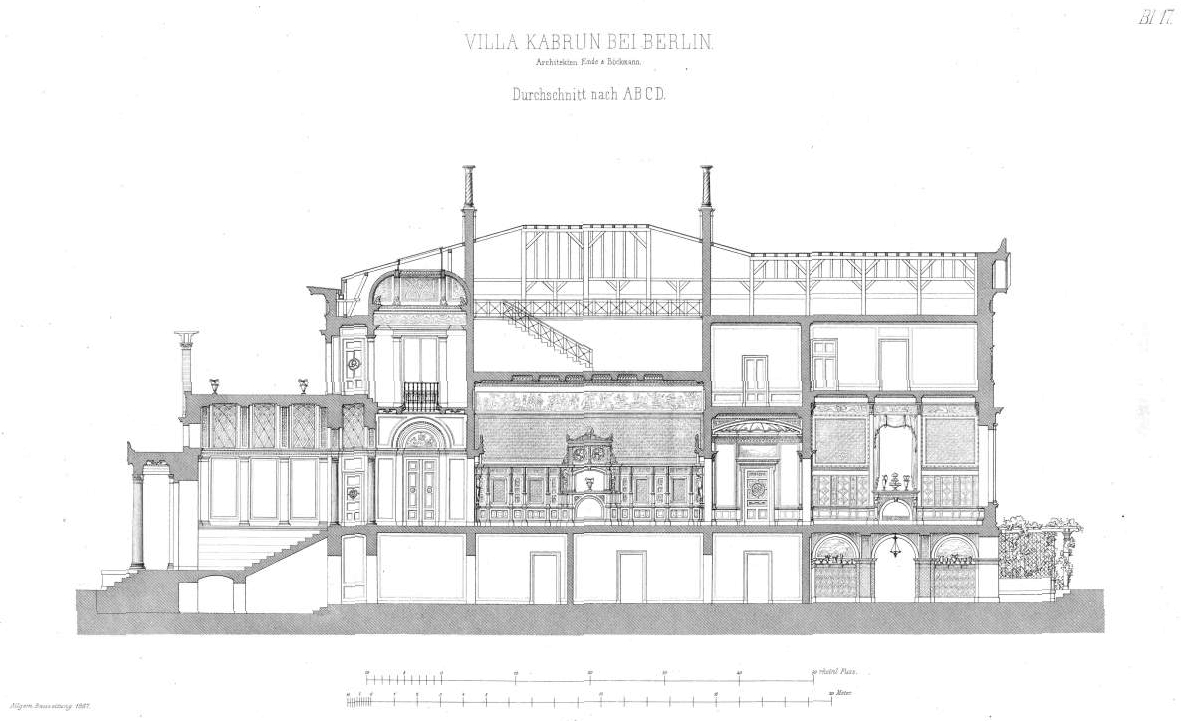
Schnitt senkrecht zur Gebäudefront
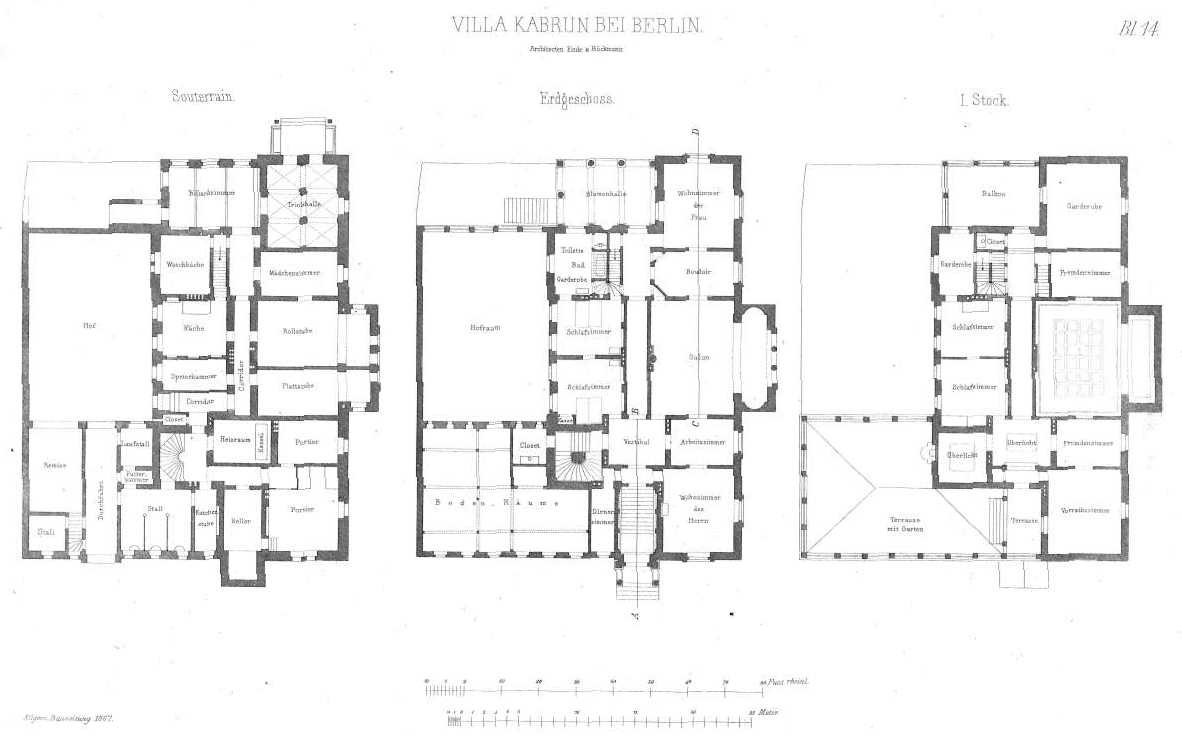
Grundriss der Villa Kabrun

### Villa Mendelssohn Bartholdy (1925–1933)
1925/26 übernahm der 46-jährige Paul Mendelssohn Bartholdy d. J. das Eckgrundstück Rauchstraße 17 von den Erben Levys, Hermann Levy und seiner Schwester Julie Reissert, in Erbpacht. Er war der Sohn des Chemikers und Agfa-Gründers Paul Mendelssohn Bartholdy d. Ä. sowie der Enkel des Komponisten Felix Mendelssohn Bartholdy. Paul Mendelssohn Bartholdy d. J. war wie sein Vater promovierter Chemiker und langjähriger Direktor der Agfa. 1925 ging die Agfa durch Fusion in der I.G. Farben auf. Agfa bildete zusammen mit dem Camerawerk München und einer Fabrik für Fotopapier in Leverkusen (beide ehemals Bayer AG) die Sparte III (Fotochemie) der I. G. Farben, die ihre Zentrale in Berlin SO 36 (Kreuzberg) hatte und von Mendelssohn Bartholdy als I. G.-Farben-Direktor geleitet wurde. Im Berliner Adressbuch von 1926 sind Baustellen in der Rauchstraße 17–18 verzeichnet. Der Abschnitt der Drakestraße zwischen Corneliusstraße und Rauchstraße (die westliche Grenze des Grundstücks der späteren Gesandtschaft) trug noch keine Hausnummer, aber auch dort befand sich 1926 eine Baustelle. 1927 wurde die neuerrichtete Villa Mendelssohn Bartholdy von Paul Mendelssohn Bartholdy d. J. zusammen mit seiner Frau Johanna, einer britischen Staatsbürgerin, bezogen. Das Ehepaar war zu diesem Zeitpunkt noch kinderlos. Unter der Adresse war neben „Dr. P. Mendelssohn Bartholdy“ als Eigentümer und Haushaltsvorstand nur ein Portier namens Zander gemeldet – als weiterer Haushaltsvorstand und somit möglicherweise dort mit seiner Familie wohnhaft.

### Enteignung und Emigration (1933–1938)
Paul Mendelssohn Bartholdy wurde als prominenter Angehöriger der jüdischstämmigen Familie Mendelssohn und als sogenannter „Geldjude“ von den Nationalsozialisten verfolgt. Seine weit verzweigte Familie konnte als ein Musterbeispiel der erfolgreichen Assimilation gelten. Die meisten Familienzweige waren spätestens Mitte des 19. Jahrhunderts zum evangelischen Glauben konvertiert, hatten Erfolg, erarbeiteten sich Reichtum und eine hohe gesellschaftliche Stellung. So wurde Pauls ältester Bruder Otto 1907 geadelt.
Im Oktober 1937 wurde das Grundstück Mendelssohn Bartholdys mit einer Sicherungshypothek in Höhe von 60.000 RM aus „Reichsfluchtsteuer für das Deutsche Reich“ belastet. Die Reichsfluchtsteuer betrug 25 % des steuerpflichtigen Vermögens und war bei Aufgabe des inländischen Wohnsitzes fällig. Die Familie wurde 1938 auf Basis des Reichsgesetzes über die Neugestaltung Deutscher Städte zum Verkauf der Villa nebst Grundstück gezwungen. Das rund 1000 m² große Grundstück Rauchstraße Nr. 17 mit dem herrschaftlichen Haus ging für einen Kaufpreis von 170.000 RM an das Deutsche Reich über. Wie bei Zwangsverkäufen im Rahmen der „Arisierung“ üblich, entsprach der Kaufpreis von 170 RM pro Quadratmeter Bauland in zentraler Lage nur einem Bruchteil des Wertes. Die Sicherungshypothek wurde im August 1938 gegen Verrechnung mit dem Kaufpreis gelöscht. Zudem musste Paul Mendelssohn Bartholdy als Zwangsabgabe die sogenannte Helldorff-Spende entrichten. Die Villa Mendelssohn Bartholdy wurde abgerissen.
Die anderen Teile des Endgrundstücks (Rauchstraße 18 und Drakestraße 4) wurden 1940 enteignet und fielen ebenfalls dem Deutschen Reich zu.

## Baugeschichte und Architektur

### Germania und das Botschaftsviertel

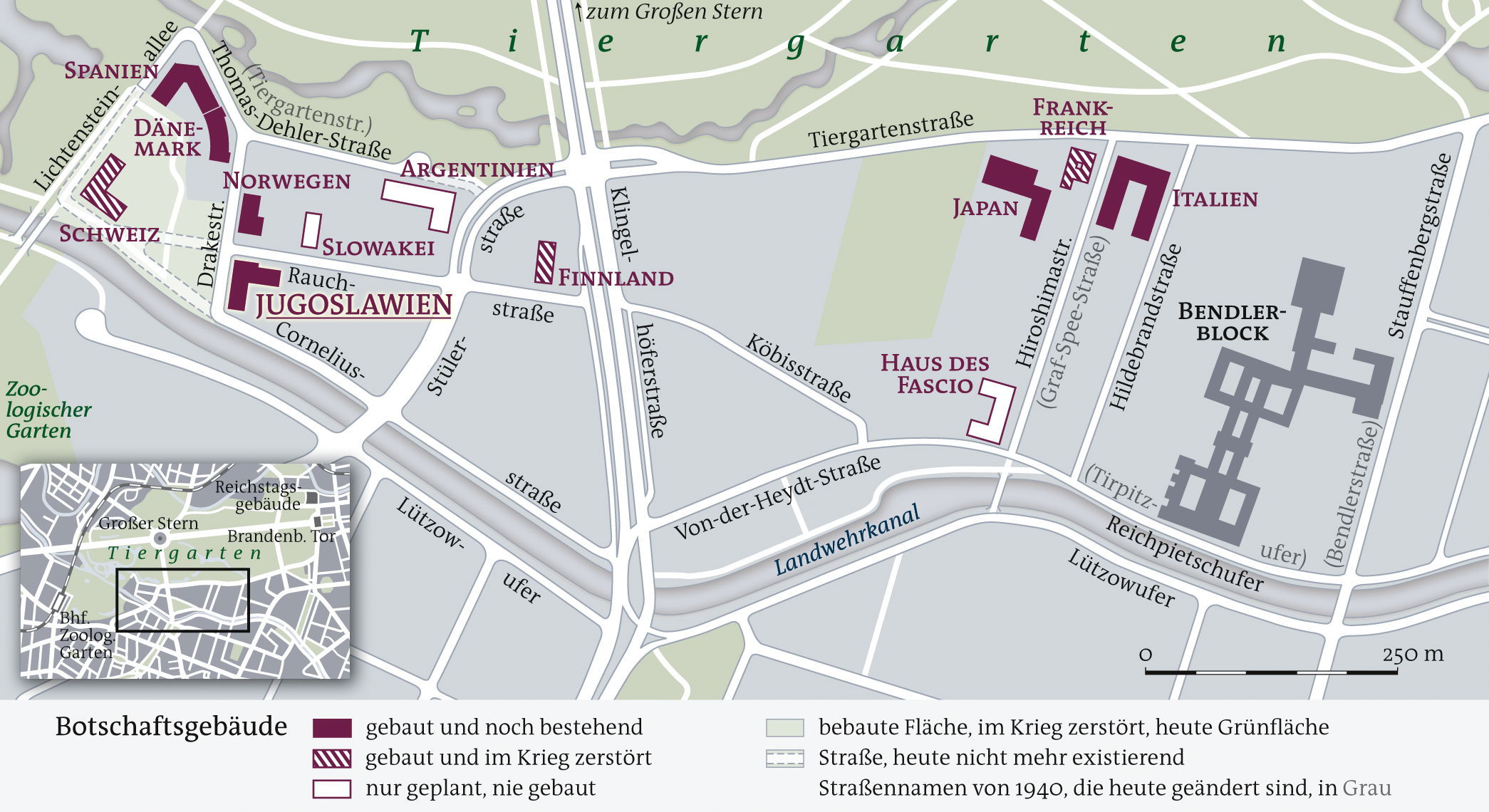
Karte der 12 geplanten Gebäude im Botschaftsviertel

Im Rahmen des Bebauungsplans des nationalsozialistischen Chefarchitekten Albert Speer als Generalbauinspektor für die Reichshauptstadt (GBI) für die Errichtung der Welthauptstadt Germania wurde das heute als Botschaftsviertel bekannte Gebiet am südlichen Tiergarten zum Diplomatenviertel erklärt. Es sollten 12 Botschaftsgebäude errichtet werden, um im Regierungsviertel nahe dem Brandenburger Tor durch den Wegzug der Botschaften Platz für die Ausführung der Pläne von Speer zu schaffen, die alle bis dahin bekannten städtebaulichen Maßstäbe sprengen sollten. Für die Verwirklichung seiner Pläne wurden 1938–1939 Wohngebäude in Berlin abgerissen, die dabei umzusetzenden Mieter erhielten Ersatzwohnungen, die auf Speers Betreiben durch die Räumung und Deportation von Juden frei wurden. Um Platz für die „Königlich Jugoslawische Gesandtschaft“ zu schaffen, wurden drei Grundstücke enteignet und zusammengelegt: Rauchstraße 17 und 18 sowie Drakestraße 4.
Vor dem Umzug befand sich die Jugoslawische Gesandtschaft zusammen mit der Gesandtschaftskanzlei in der Regentenstraße 17, 1935 umbenannt in Großadmiral-Prinz-Heinrich-Straße 17, der heutigen Hitzigallee, an der südöstlichen Ecke mit der Sigismundstraße etwa 800 m westlich des Potsdamer Platzes. Damit war die Gesandtschaft dem Plan für die „Nord-Süd-Achse“ im Weg, der hier auf der westlichen Seite der geplanten 120 m breiten Prachtstraße am Kreuzungspunkt mit dem südlichen Tiergartenrand ein neues Gebäude für das Oberkommando des Heeres (OKH) vorsah. Das geplante zweiflüglige OKH-Gebäude hat im Entwurf der Generalbauinspektion in der letzten Fassung von 1942 eine Länge von etwa 360 m in Nord-Süd-Richtung und eine Breite von etwa 280 m in Ost-West-Richtung, wurde aber nie erbaut. Heute befinden sich am ehemaligen Standort der Jugoslawischen Gesandtschaft vor dem Umzug im Rahmen der Internationale Bauausstellung 1987 errichtete Wohnbauten.

### Planungs- und Baugeschichte
Werner March, der Architekt des Gesandtschaftsgebäudes, ist vor allem für den Entwurf des Berliner Olympiastadions und weiterer Gebäude innerhalb des für die Olympischen Sommerspiele 1936 errichteten Reichssportfeldes bekannt, für dessen Gesamtplanung er ebenfalls verantwortlich war.
March entwarf das Gebäude 1938 mit einem winkelförmigen Grundriss in einem strengen und geschlossenen Baustil, der jedoch im Vergleich zu den neoklassizistischen Botschaftsbauten der Umgebung (zum Beispiel der Spanischen oder Italienischen Botschaft) fast zurückhaltend wirkt. Ausgeführt wurde der Bau in den Jahren 1938–1940 unter der Bauleitung von Willy Kreuer, der im Büro March angestellt war. Die Bauzeit war ursprünglich auf 8 Monate bemessen, doch am 31. August 1939, am Vorabend des Zweiten Weltkriegs, wurden durch das GBI alle Ausführungsarbeiten zur Neugestaltung Berlins abgebrochen. Nach dem Sieg über Frankreich im Sommer 1940 wurden begrenzte Bauarbeiten wiederaufgenommen. Am 7. Oktober 1940 wurde das Gebäude durch die Jugoslawische Gesandtschaft bezogen, am 29. November 1940 fand die offizielle Übergabe und Einweihung statt, zu der sich der Außenminister Joachim von Ribbentrop durch einen Staatssekretär vertreten ließ. Die Planungs- und Bauzeit hatte sich damit von 8 auf 23½ Monate verlängert, wofür March ein fast verdoppeltes Honorar erhielt.

### Architektur – äußere Gestaltung
An der nordwestlichen Grundstücksecke (Kreuzung von Rauch- und Drakestraße) liegt ein zweigeschossiger, flächig mit scharriertem Thüringer Travertin verkleideter Kopfbau, in dessen Mittelachse sich das Hauptportal zur Rauchstraße öffnet. Daran schließen sich, den Straßen folgend, zwei Flügel an, die auf diese Weise ein L bilden. Zusammen mit dem ebenfalls travertinverkleideten Teil an der Drakestraße ergänzt sich der Baukörper zum zweigeschossigen Residenztrakt. Er enthielt – neben den offiziellen Empfangsräumen im Erdgeschoss – im Obergeschoss die repräsentativen Wohnräume für den Botschafter. Die Gebäudefront des Residenztraktes zur Drakestraße ist etwa 47 m breit und ragt damit am südlichen Ende mit einer Ecke um etwa 4 m über die Baufluchtlinie der Corneliusstraße hinaus, wofür 1938 eine Sondergenehmigung erteilt wurde. An der inneren Seite des L öffnet sich der Residenztrakt zum Garten.
Der an der Rauchstraße gelegene Kanzleitrakt ist von der Bauflucht um 4 m zurückgesetzt. Dieser Gebäudeteil, in dem die Büroräume für den administrativen Betrieb liegen, ist verputzt, wobei Gesimse und Fensterlaibung wie am Residenztrakt in Travertin ausgeführt sind. Der Kanzleitrakt verfügt über geringere Geschosshöhen als der Residenztrakt, so dass er bei gleicher Traufhöhe dreigeschossig ist. Die verputzte Gebäudefront des Kanzleitraktes zur Rauchstraße ist etwa 23 m breit, zusammen mit dem Kopfteil des Residenztraktes ist damit die gesamte Gebäudefront zur Rauchstraße 44 m breit. An der östlichen Gebäudeflanke des Kanzleitraktes befindet sich eine um etwa 3 m von der Fassade zurückgesetzte Garage für ein einzelnes Auto, die seitlich direkt an das Nachbargrundstück anschließt. Sowohl Residenz- als auch Kanzleitrakt haben einen etwa 1 m hohen Sockel aus scharriertem Kirchheimer Muschelkalk, der fugenlos und ohne Bossen ausgeführt ist, und oben zur Fassade mit einem schmalen Sockelgesims abschließt. Das Ziegeldach ist in einer mediterran wirkenden Mönch-Nonnen-Deckung ausgeführt.
Über dem Hauptportal befand sich ein vom Bildhauer Arno Breker geschaffenes Relief mit dem jugoslawischen Wappen, das jedoch im Zuge der Umnutzungen des Gebäudes entfernt wurde. Noch erhalten ist hingegen die Gestaltung des repräsentativen Balkons vor dem Festsaal mit einer weiteren Breker-Plastik, die über den Balkonfenstern einen Frauenkopf zeigt, sowie mit der schmiedeeisernen Balkonbrüstung des Bildhauers Ludwig Gies. Gies schuf 15 Jahre später den Bundesadler an der Stirnseite des Bundestages, der zum Symbol der Bonner Republik wurde. Der zurückspringende Teil des Kanzleitrakts enthält einen weiteren Eingang, über dem sich ein durch die jugoslawische Künstlerin Vilma Lehrmann geschaffenes, „in der Fläche stehendes Steinwappen“ aus Gauinger Travertin befand, das nicht erhalten ist. Auch die Portalgewände sind aus diesem Naturwerkstein ausgeführt.

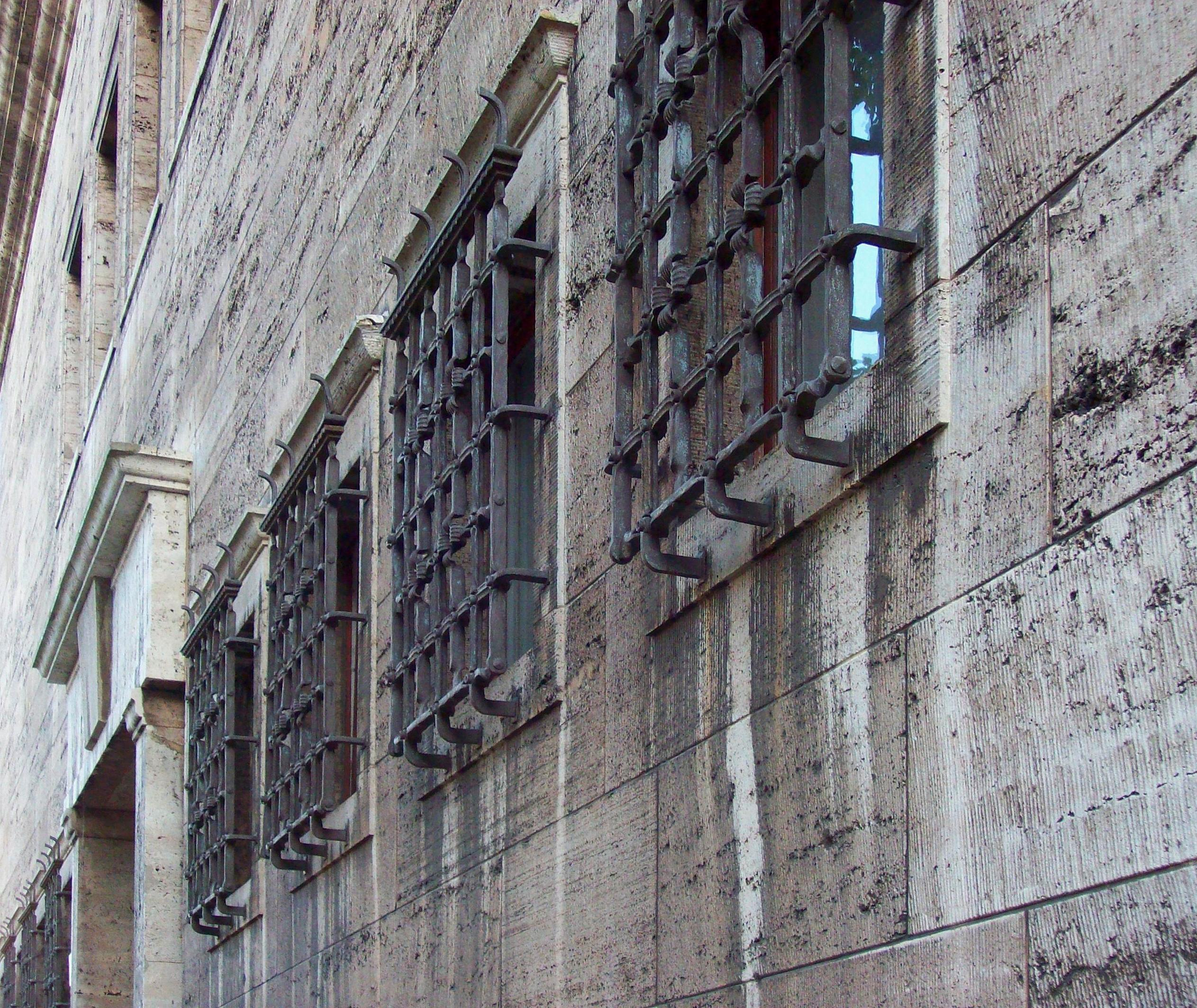
Fensterleibung und Schmiedearbeiten
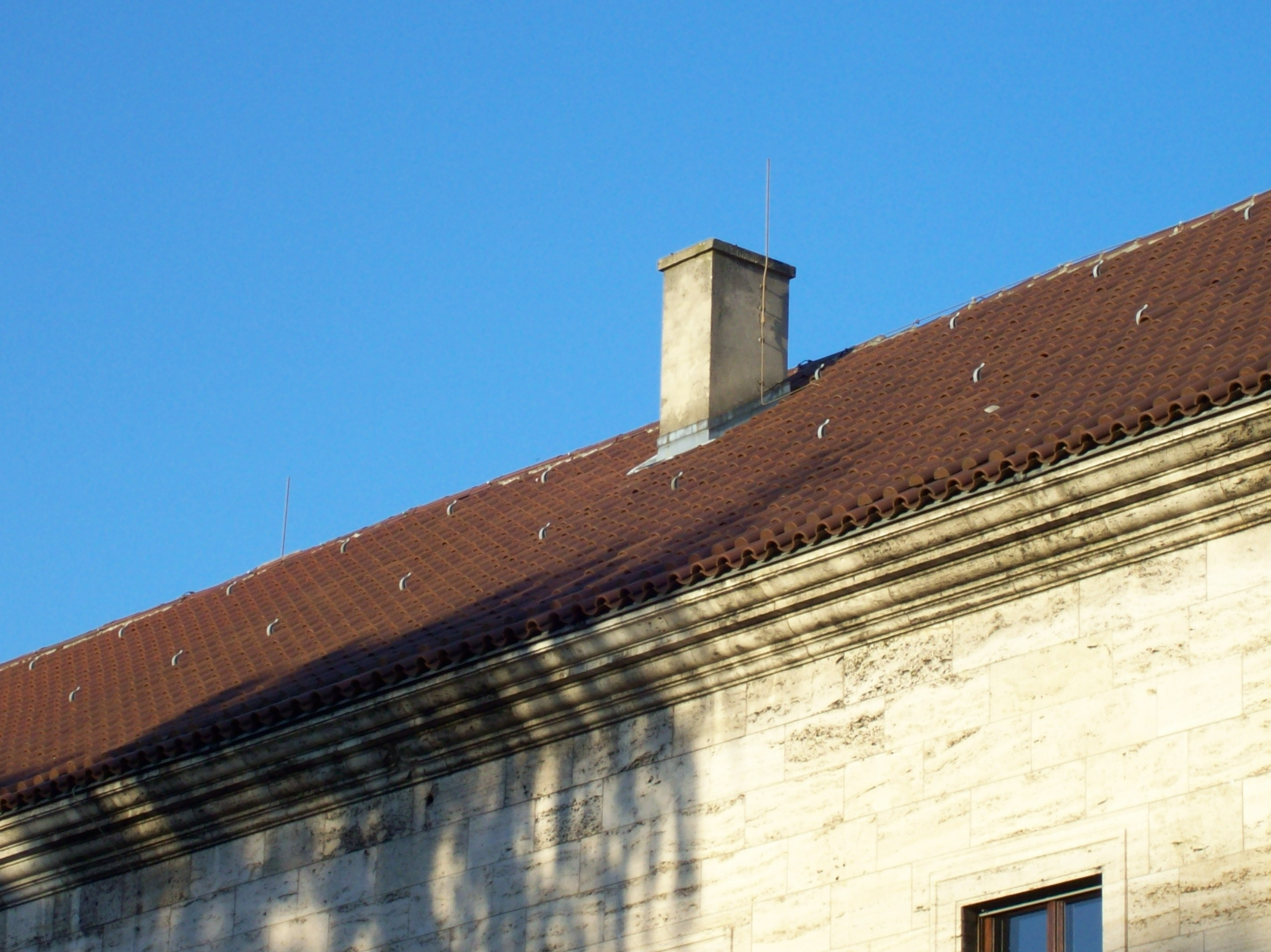
Fassadendetail am Residenztrakt
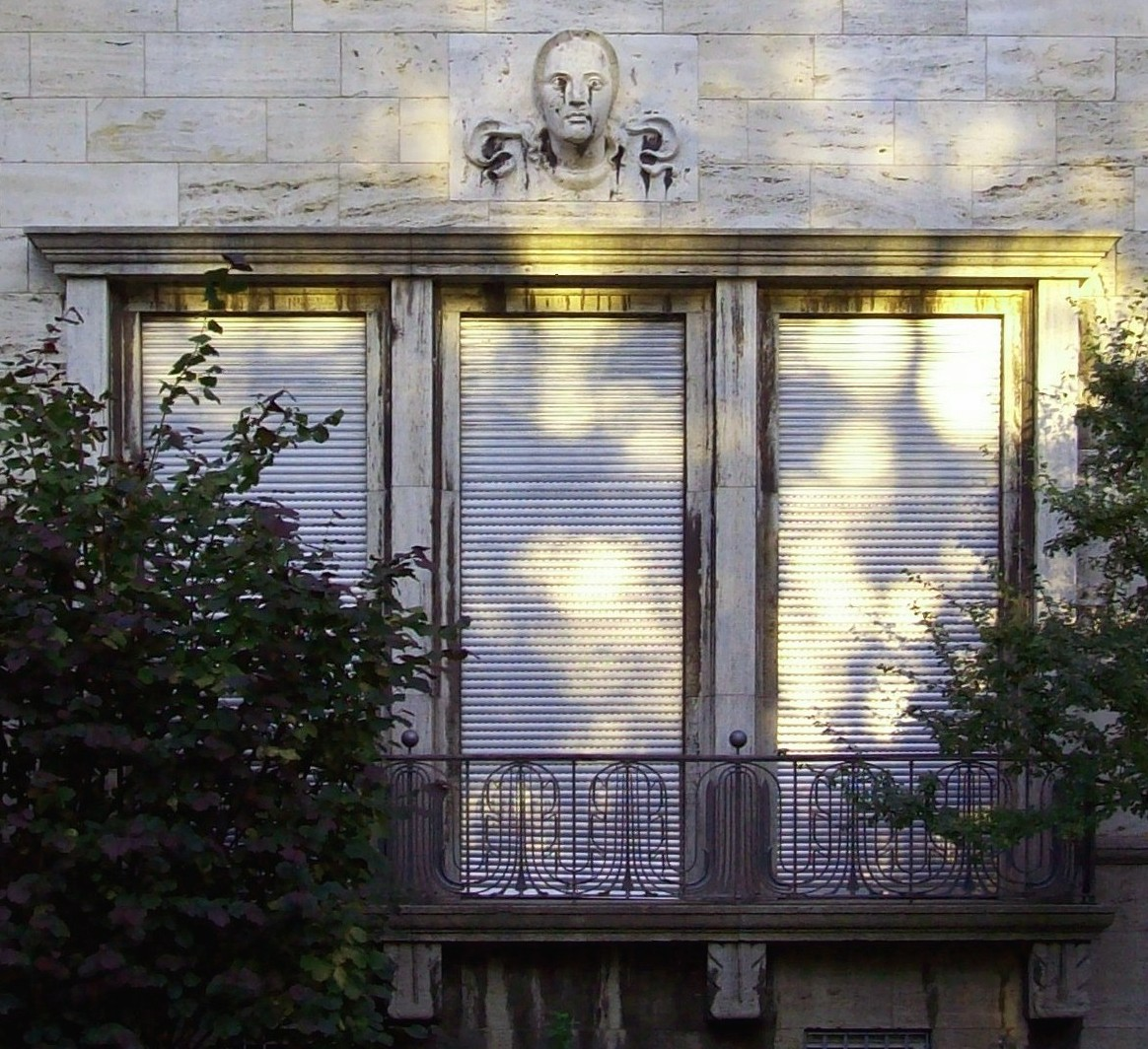
Balkonfenster des Festsaals
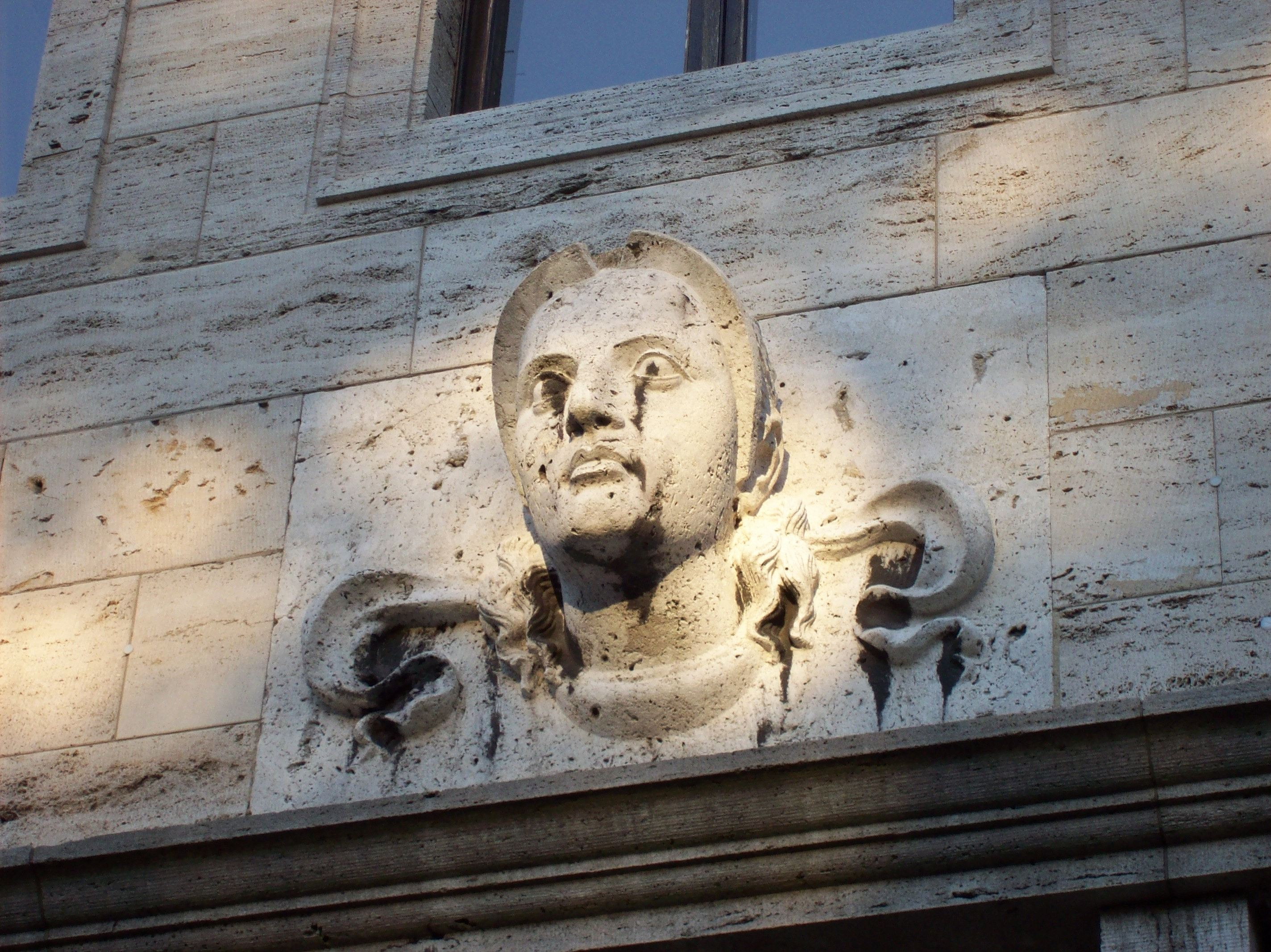
Breker-Skulptur über Balkonfenstern

Der Garten hinter den beiden Gebäudeflügeln reicht bis zur Corneliusstraße und ermöglicht den freien Blick über den Landwehrkanal. Die Außen- und Gartenanlagen um das Gebäude wurden ab August 1939 durch den Gartenplaner Georg Potente in Zusammenarbeit mit dem leitenden Architekten Werner March und dem Planungsbüro Kühn & Solbrig (Berlin-Wannsee) entworfen und bis September 1942 ausgeführt. Potente hatte seinen Ruf vor allem seiner Tätigkeit als Garteninspektor von Sanssouci zu verdanken, wo er von 1902 bis 1938 arbeitete. Potente entwickelte auch beim Neubau der Wasserstraßendirektion in Potsdam (1940–1942), einem weiteren March-Entwurf, die Außen- und Gartenanlagen.

### Architektur – innere Gestaltung

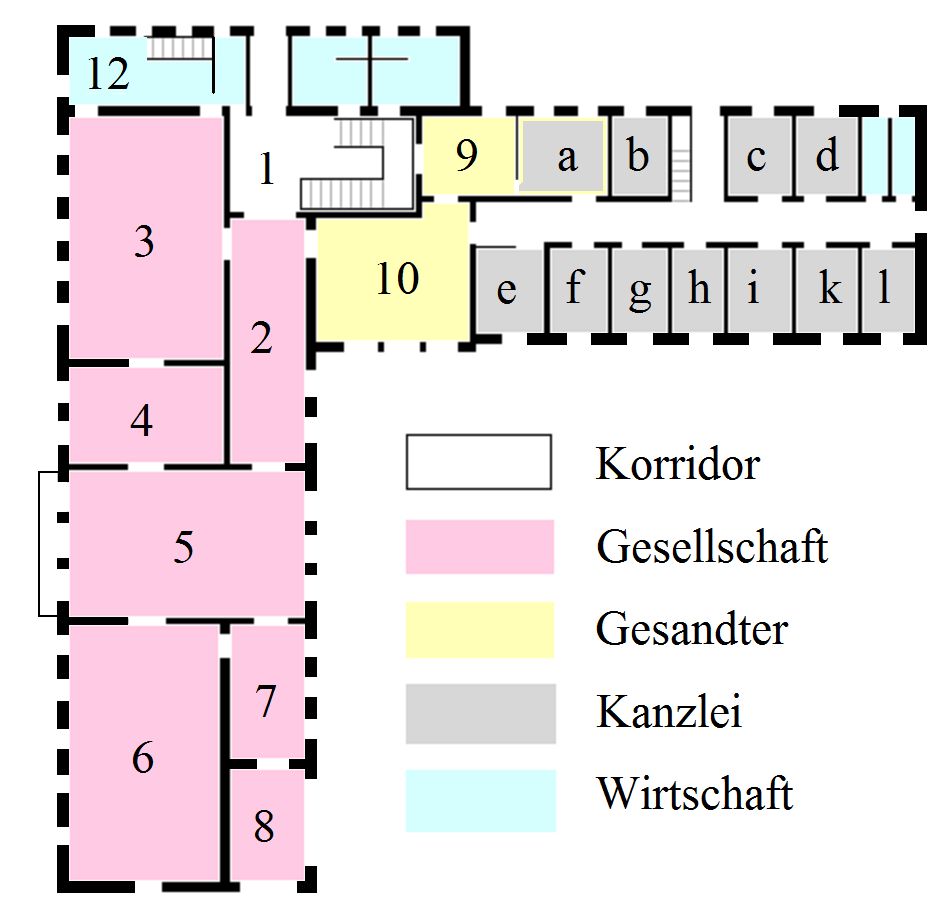
Schematischer Grundriss des Erdgeschosses

Nach Betreten des Residenztraktes durch das Hauptportal in der Rauchstraße 17 erreicht der Besucher über fünf Treppenstufen im Windfang die Ebene des Erdgeschosses und gelangt nach Öffnen einer verglasten Innentür in die Vorhalle (1). Die Vorhalle ist in Blickrichtung des Besuchers (in Richtung Residenztrakt) etwa 5 m tief und doppelt so breit, wobei die Windfangtür in der Flucht der Türen auf der Gartenseite des Residenztraktes, und damit asymmetrisch im Raum liegt. Auf der anderen Seite der Vorhalle linkerhand des Besuchers befindet sich das Treppenhaus zum 1. Obergeschoss des Residenztraktes, daneben Zugänge zu zwei größeren Sanitärräumen für Besucher und der Übergang zum Kanzleitrakt. Der Fußboden der Vorhalle ist mit schwarzem Marmor gefliest; auch die Wände sind mit dunklem Marmor verkleidet. Rechterhand von der Windfangtür befindet sich eine marmorverkleidete versteckte Tür, die zu einer schmalen Kammer für den Hausdiener führte. Der Raum erhielt seine Belichtung von außen durch ein verglastes Oberlicht, welches Puhl & Wagner nach einem Entwurf des seit 1933 verfolgten Malers und Glasbildners Charles Crodel ausführte. In das bleigefasste Glas des Oberlichts sind die 12 Tierkreiszeichen in einem reduzierten Art-déco-Stil eingeschliffen. Heute ist das Hausdach über dem Oberlicht geschlossen, und die Verglasung ist nur durch Kunstlicht hinterleuchtet.
Geradeaus in der Flucht der Eingangstüren liegt der Zugang zur langgestreckten Galerie (2), nach deren Betreten der Besucher rechterhand eine Tür zum Speisesaal (3) und linkerhand eine Tür zum Arbeitszimmer des Gesandten (10) passiert. Der Fußboden der Galerie ist ebenfalls mit Marmor gefliest, der Raum wirkt aber im Vergleich zur gerade verlassenen düsteren Vorhalle durch die hellen gekalkten Wände und die hohen Fenster zum Garten hell und freundlich. Der Speisesaal hat eine Länge von 14 m und ist mit Tafelparkett ausgestattet. Zur Nordseite schließt die Anrichteküche (12) an, die mit dem Speisesaal durch zwei schmale Türen verbunden ist. In der Anrichteküche geht eine Treppe in das Souterrain zur eigentlichen, großen Küche, die mit der Anrichte auch durch drei parallele Servieraufzüge verbunden ist. Südlich des Speisesaals liegt der Kleine Salon (4), auch Rauchzimmer genannt, dessen Wände mit Stoff bespannt waren.
Die Empfangshalle (5) kann sowohl vom Kleinen Salon als auch von der Galerie betreten werden und nimmt mit etwa 12 m die ganze Breite des Residenztraktes ein. Der Boden der Empfangshalle ist mit hellem Marmor gefliest, im Blick des Besuchers liegt beim Betreten ein mächtiger Marmorkamin an der Südseite des Raums. Rechterhand öffnen sich drei bodentiefe Fenster auf den französischen Balkon zur Westseite, der mit der Brekerplastik und der ornamentalen Brüstung von der Drakestraße aus prächtig wirkt, aber ob seiner geringen Tiefe nicht genutzt werden kann. Rechts vom Kamin führt eine Tür zum Großen Salon (6), der in etwa die gleichen Maße wie der Speisesaal hat, und wie dieser mit Tafelparkett ausgestattet ist. Das Musikzimmer (7) kann entweder vom Großen Salon aus oder direkt von der Empfangshalle durch eine Tür links vom Kamin betreten werden. An den Wänden und der Decke des Musikzimmers befinden sich Stuckornamente, die in ihrer reduzierten Form Notenschlüssel und abstrahierte Musikinstrumente aufnehmen. Auf der Südseite des Musikzimmers öffnet sich die Tür zum unbeheizten Wintergarten (8), dessen Wände und Boden in Muschelkalk ausgeführt sind. Die komplette linke Front des Raums zum Garten ist verglast und kann im Stück in den Boden versenkt werden.
Besucher des Kanzleitrakts betraten diesen durch das Kanzleiportal Drakestraße 18. Der Kanzleitrakt ist durch einen zentralen Korridor erschlossen, von dem eine Zimmerzeile zur Rauchstraße und eine Zimmerzeile zum Garten zugänglich ist. Das Wartezimmer für den Gesandten (9) und das Arbeitszimmers für seinen Stellvertreter, den Legationsrat (a) sind großzügig ausgeführt, die übrigen Räume des Kanzleitrakts sind eher klein. Auch hier zeigt sich jedoch die Hierarchie an Ausstattungsdetails, so ist das Arbeitszimmer eines Attachés (l) parkettiert, während der Fußboden der Räume für Stenografen, Sekretärinnen, Kasse und Poststelle (b–d und e–k) mit Linoleum belegt ist. Das Arbeitszimmer des Gesandten (10) ist hingegen mit Tafelparkett ausgestattet, die Wände sind mit Rüster getäfelt.

## Nutzungsgeschichte

### Erstbezug bis Kriegsende (1940–1945)
1940 zog die Jugoslawische Gesandtschaft, geleitet von dem späteren Literaturnobelpreisträger Ivo Andrić, in das neue Gebäude um. Andrić befand sich seit 1920 im diplomatischen Dienst des zwei Jahre zuvor gegründeten Königreichs der Serben, Kroaten und Slowenen (ab 1929: Königreich Jugoslawien) und hatte 1939 den Höhepunkt einer beachtlichen Karriere erreicht: Anfang April wurde er zum Minister ohne Geschäftsbereich ernannt, reiste nach Berlin und übergab am 19. April 1939 sein Akkreditierungsschreiben an Adolf Hitler. Andrić bat zu Beginn des Frühjahrs 1941 um seine Abberufung als Botschafter Jugoslawiens im Deutschen Reich, nahm aber am 25. März 1941 in Wien noch an der Unterzeichnungszeremonie des erzwungenen Beitritts Jugoslawiens zum Dreimächtepakt der Achse Deutschland-Italien-Japan teil. Zwei Tage später führten jugoslawische Kräfte, die dem deutschen Kriegsgegner Großbritannien nahestanden, einen Staatsstreich durch. Daraufhin änderte die deutsche Führung kurzfristig ihre Pläne für den Kriegseintritt gegen Griechenland an der Seite Italiens (Unternehmen „Marita“) und erweiterte den Operationsplan um den Angriff auf Jugoslawien. Am 2. April 1941 warnte Oberst Vladimir Vauhnik (seit 1937 Militärattaché an der Jugoslawischen Gesandtschaft in Berlin) seine Vorgesetzten in Belgrad vor dem für den 6. April geplanten Angriff unter genauer Nennung der beteiligten 32 Divisionen. Angeblich soll er diese Information von Oberst Hans Oster von der Abwehr erhalten haben, der für den Abwehrchef Canaris Verbindung zum nationalkonservativen Widerstand hielt. Am 6. April 1941 griff die Wehrmacht Jugoslawien ohne Kriegserklärung an, beginnend mit der Bombardierung Belgrads. Nach dem 7. April boten die Deutschen dem Botschafter Andrić an, unter Wahrung seiner diplomatischen Immunität in die neutrale Schweiz abzureisen. Dieser zog sich aber auf eigenen Wunsch nach Belgrad zurück, das nun unter deutscher Besetzung stand. Der Militärattaché Vauhnik wurde unter Missachtung seiner diplomatischen Immunität von der Gestapo für vier Monate inhaftiert.

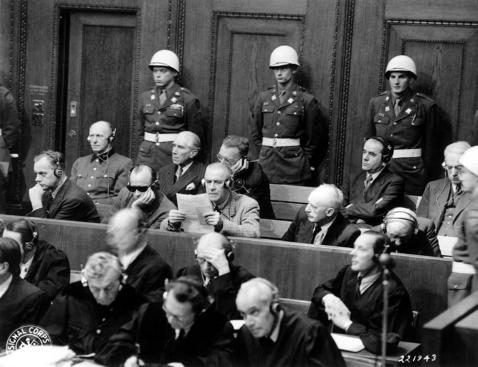
Speer (rechts hinten mit Kopfhörern) und Rosenberg (links vorn mit abgestütztem Kinn und ohne Sonnenbrille) als Angeklagte im Nürnberger Prozess

Nach der bedingungslosen Kapitulation Jugoslawiens am 17. April 1941 wurde der Staat durch Annexionen Deutschlands, Italiens und Bulgariens zerschlagen, nur das faschistische Kroatien und das Militärverwaltungsgebiet Serbien als Marionettenstaat existierten weiter. Da es nun keinen Bedarf mehr für eine große diplomatische Vertretung Jugoslawiens im Deutschen Reich gab, übernahmen Reichs- und Parteiämter das Gebäude. Bis 1942 war die Rauchstraße Nr. 17–18 Amtssitz von Alfred Rosenberg, NS-Chefideologe und seit Juli 1941 offiziell Reichsminister für die besetzten Ostgebiete. Ab 1942 wurde es zu einem Gästehaus des Großdeutschen Reiches umgebaut. Albert Speer, der Baumeister des Botschaftsviertels, und Alfred Rosenberg, der erste Hausherr nach der Räumung durch die jugoslawische Gesandtschaft, sollten sich nach Kriegsende als Angeklagte vor dem Nürnberger Prozess gegen die Hauptkriegsverbrecher wiedersehen. Rosenberg wurde zum Tode verurteilt und 1946 hingerichtet, Speer wurde zu 20 Jahren Haft verurteilt und kam 1966 frei.

### Nachkriegszeit (1945–1953)
Nach Kriegsende im Mai 1945 hatten nur zwei Gebäude in der gesamten Rauchstraße die Luftangriffe durch westalliierte Bomber sowie die Eroberung Berlins durch die Rote Armee einigermaßen unbeschädigt überstanden, das Gebäude der Jugoslawischen Gesandtschaft war eins davon. Das Gebäude wurde zur Nutzung an die Föderative Volksrepublik Jugoslawien übergeben, die es bis 1953 als Sitz ihrer Militärmission nutzte.

### Das Oberste Rückerstattungsgericht für Berlin (1953–1990)
1953 richtete die Alliierte Kommandantur das Oberste Rückerstattungsgericht für Berlin (ORG) ein, das seinen Sitz von da an im Gebäude der ehemaligen Jugoslawischen Gesandtschaft hatte. Die Alliierte Kommandantur war die oberste Institution der Vier Siegermächte in Berlin. 1953 gehörten der Alliierten Kommandantur nach dem Ausscheiden der Sowjetunion allerdings nur noch die drei Mächte USA, Großbritannien und Frankreich an. Das ORG für Berlin war letzte Instanz für Ansprüche von Verfolgten des NS-Regimes auf Rückerstattung von Vermögenswerten und wurde am 28. Oktober 1953 im ehemaligen Gesandtschaftsgebäude in Anwesenheit von Walther Schreiber, dem Regierenden Bürgermeister Berlins, und der drei westalliierten Stadtkommandanten eröffnet.

„Mit seiner Besetzung durch einen schwedischen Staatsangehörigen als Präsidenten und einer gleichen Anzahl alliierter und deutscher Richter ist es das erste dieser Art, das in Deutschland errichtet wird. Seine Errichtung ist das Ergebnis der sehr engen und freundschaftlichen Zusammenarbeit der Alliierten Kommandantura und den deutschen Behörden in Berlin.“

Im früheren Speisesaal befand sich nun der Sitzungssaal des Gerichtes, in dem eine Simultandolmetsch-Anlage installiert wurde, da als Verhandlungssprache neben deutsch auch englisch und französisch zugelassen war. Die Richterbank befand sich an der Südseite des Saales, der dahinter befindliche Kleine Salon diente als Beratungszimmer. Großer Salon und Musikzimmer wurden vom Gericht als Büroräume genutzt. Das frühere Arbeitszimmer des Gesandten war nun das Zimmer des Gerichtspräsidenten.
Wegen der Sonderstellung durch den Viermächtestatus Berlins blieb das ORG für Berlin als separate Institution von der 1955 erfolgten Zusammenfassung der ORG in den anderen drei Besatzungszonen ausgespart. Paul Mendelssohn Bartholdy klagte auf Rückerstattung des durch Enteignung und Zwangsverkauf verlorenen Vermögens. Zu den rückgeforderten Vermögensgegenständen gehörte auch das Grundstück Rauchstraße 17, auf dem sich nun das ORG befand, das so über den rechtmäßigen Eigentümer des selbst benutzten Hauses entscheiden musste. 1964 verurteilte das Gericht den damaligen Eigentümer Volksrepublik Jugoslawien zur Einräumung eines Miteigentumsanteils an das einzige Kind des 1956 verstorbenen Paul Mendelssohn Bartholdy. Der Anteil berechnete sich aus dem hypothetischen Wert des Teilgrundstückes Rauchstraße 17 zum Zeitpunkt des Zwangsverkaufs abzüglich des 1938 gezahlten Preises und wurde mittels einer Sicherungshypothek in Höhe von 84.250 DM zugunsten der Erbin umgesetzt. Die Sicherungshypothek wurde 1967 nach Zahlung des Betrages durch die Bundesrepublik Deutschland an die Erbin gelöscht.
1975 kaufte das Land Berlin das Grundstück für 2.500.000 DM von der Sozialistischen Föderativen Republik Jugoslawien und gliederte es in das Vermögen des Senators für Justiz ein. Im Sommer 1988 waren noch drei Wiedergutmachungsverfahren beim Obersten Rückerstattungsgericht anhängig, bevor es schließlich 1990 seine Arbeit einstellte. Seit der Wiedervereinigung ist der Bundesgerichtshof für diese Fragen der Wiedergutmachung zuständig.

### Heutige Nutzung durch die DGAP (seit 1995)

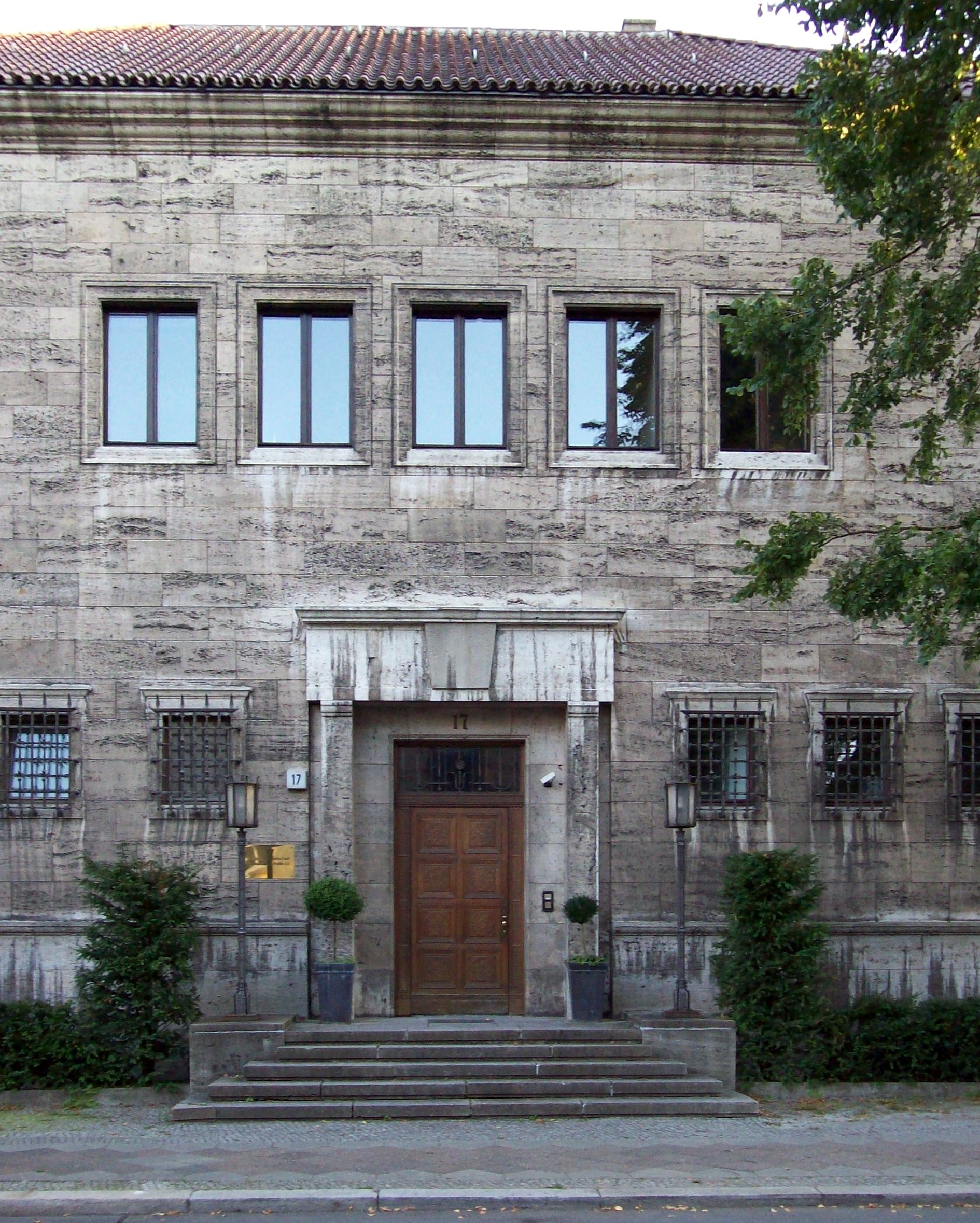
Portal Rauchstraße 17 mit Haupteingang der DGAP

Das Land Berlin verkaufte Grundstück und Haus 1995 an die 1955 gegründete Deutsche Gesellschaft für Auswärtige Politik, die es seit ihrem Einzug 1999 als Hauptsitz nutzt. Im Kanzleiflügel befinden sich die Verwaltung der DGAP und die Redaktion der Zeitschrift Internationale Politik (ehemals Europa-Archiv). Im Residenzflügel befindet sich das Forschungsinstitut nebst Bibliothek und Dokumentationsstelle der DGAP. Die Bibliothek steht allen interessierten Nutzern offen. Daneben finden sich im Gebäude Konferenz- und Seminarräume sowie eine Ausstellungsfläche im Foyer.
Die Veranstaltungsräume im Erdgeschoss des Residenzflügels sind heute nach Personen aus der Geschichte der DGAP benannt oder verweisen auf Förderer der DGAP. Einzige Ausnahme ist der ehemalige Speisesaal, der nach dem Widerstandskämpfer Hans von Dohnanyi benannt ist. Die Empfangshalle heißt heute nach dem CDU-Außenpolitiker und ehemaligen Präsidenten der DGAP Kurt-Birrenbach-Saal. Auch das Musikzimmer ist nach einem ehemaligen DGAP-Präsidenten benannt und heißt heute Baron-Alfred-von-Oppenheim-Saal. Das Gesandtenzimmer ist nach Otto Wolff benannt, der 45 Jahre lang den Ost-Ausschuss der Deutschen Wirtschaft leitete und Ehrenpräsident der DGAP war. Die Benennung der Galerie mit „Alfred Herrhausen Saal“ erklärt sich eher aus der Förderung der DGAP durch die Alfred Herrhausen Gesellschaft als aus der Rolle Herrhausens in der DGAP-Geschichte, ähnlich ist es mit dem Großen Salon, der heute „Robert Bosch Saal“ heißt, und auf die Verbindung der DGAP mit der Robert Bosch Stiftung weist.
In den Räumen der DGAG finden regelmäßig Konferenzen, Arbeitsgespräche und Vorträge von Außen- und Sicherheitspolitikern, Diplomaten, sowie Experten aus Forschung und Wirtschaft statt. Schwerpunkte der Veranstaltungen sind die aktuellen Themen der deutschen und europäischen Außenpolitik. Seit 2003 zählten dazu das Verhältnis Deutschlands zu den Ländern Mittel- und Osteuropas, insbesondere zu Polen, sowie zu Russland und dessen Anrainerstaaten. Auch das traditionelle Thema des deutsch-französischen Verhältnisses war regelmäßig Gegenstand von Veranstaltungen. Ein weiteres zentrales Thema war die Sicherheitspolitik, insbesondere die Bedrohung durch Terror und nukleare Proliferation, die neue Rolle der NATO sowie die Transformation der Bundeswehr. Außerhalb Europas stand Israel und der Nahe Osten sowie die transatlantische Beziehung zu den USA im Mittelpunkt.
Bei vielen Veranstaltungen sprachen hochrangige Vertreter der jeweiligen Länder, oftmals die Außen- oder Verteidigungsminister. Auch Bundespräsident Köhler und Bundeskanzlerin Merkel nahmen an Veranstaltungen teil oder hielten Grundsatzreden. Ein Höhepunkt war die Feier des 80. Geburtstags von Hans-Dietrich Genscher im März 2007, zu der fast alle Außenminister, die an der Aushandlung des Zwei-plus-Vier-Vertrages beteiligt waren, zu einem Kamingespräch im „Kurt Birrenbach Saal“ zusammenkamen: Schewardnadse (UdSSR), Dumas (Frankreich), Meckel und de Maizière (beide DDR), Skubiszewski (Polen) und Dienstbier (Tschechoslowakei).